# Vajgacs atomjégtörő
A Vajgacs (orosz betűkkel: Вайгач) orosz kis merülésű folyami és tengeri atommeghajtású jégtörő hajó, melyet 1990-ben állítottak szolgálatba a Szovjetunióban. Elsősorban a szibériai folyók és folyótorkolatok hajózhatóságának biztosítására használják. A Tajmir osztály második egysége, testvérhajója a Tajmir. A hajót a Roszatomhoz tartozó Atomflot üzemelteti, honi kikötője Murmanszkban található. Nemzetközi hívójele: UBNY.

## Története és jellemzői
A hajtótestet szovjet megrendelésre a finn Wärtsilä hajógyár építette Helsinkiben, szovjet anyagokból. Az atomreaktor és a hajtóművek (turbinák, villamos motorok) , valamint egyes berendezések szovjet gyártmányúak. A hajótestet 1989-ben bocsátották vízre. Ezután a hajót Helsinkiből átvontatták Leningrádba, ahol a Balti Hajógyárban beszerelték az atomreaktort és a hajtómű többi berendezését. 1990-ben állították szolgálatba. Elsősorban a Murmanszk–Norilszk hajózási útvonal hajózhatóságának fenntartására használják. 2011 elején a Finn-öbölbe vezényelték, ahol az erős jegesedés miatt a jég fogságában került kereskedelmi hajó kiszabadításában segített. A Vajgacs a Balti-tengeri bevetés után, 2011 áprilisában tért vissza Murmanszkba.

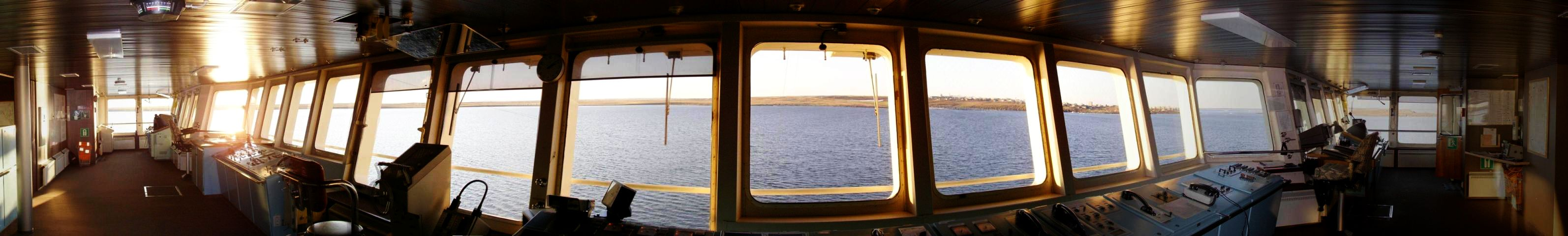
A Vajgacs hídjának panorámaképe

A hajóba egy darab, 171 MW hőteljesítményű, KLT–40M típusú atomreaktort építettek, mely két GTA 6421–OM5 típusú turbógenerátort működtet. A hajó három hajócsavarral van ellátva, melyek teljesítménye 36,5 MW. A hajó merülése mindössze 8,1 m, ez lehetővé teszi, hogy sekély vízben, folyókon és folyótorkolatokban is használják. Hajtóműve nyílt vízen 18,5 csomós maximális sebesség elérését biztosítja. Jégtörő képessége 1,77 m, ilyen jégvastagság mellett a hajó 2 csomós sebességgel képes haladni. A hajó berendezései –50 °C-os hőmérsékletig üzemképesek.